# エドゥアルド・ルイス・アボニジオ・デ・ソウザ
エドゥ・ドラセナ（Edu Dracena）ことエドゥアルド・ルイス・アボニジオ・デ・ソウザ（Eduardo Luis Abonízio de Souza、1981年5月18日 - ）は、ブラジル・サンパウロ州ドラセーナ出身の元サッカー選手。SEパルメイラス所属。ポジションはディフェンダー。

## 経歴
1999年にトップチームデビュー。オリンピアコスFCへのローン移籍を経て、2003年にクルゼイロECへ加入。移籍初年度からレギュラーを掴むと全国選手権と国内カップ優勝に貢献した。その活躍から、FIFAコンフェデレーションズカップ2003のメンバーに選ばれたものの出場機会はなかった。
2006年にフェネルバフチェSKへ移籍。レギュラーとして活躍していると、翌年にアメリカ代表戦でA代表デビュー。後半頭から出場しルシオとCBを組み勝利に貢献した。2009年4月に右膝の前十字靭帯を損傷する怪我にあったため、契約が解消された。
その後、ブラジルへ戻りサントスFCと契約。直ぐにキャプテンに任命されレギュラーとして活躍。2011年にはペレが在籍し2連覇して以来のコパ・リベルタドーレス優勝に貢献した。2015年1月21日、コリンチャンスに2年契約で加入した。
2015年12月22日SEパルメイラスに移籍。

## 所属クラブ
- グアラニFC 2000-2003

→ オリンピアコスFC 2002-2003 (loan)
- クルゼイロEC 2003-2006
- フェネルバフチェSK 2006-2009
- サントスFC 2009-2015
- SCコリンチャンス・パウリスタ 2015
- SEパルメイラス 2016-2019

## タイトル

### クラブ
グアラニ
- コパ・サンパウロ・ジ・フチボル・ジュニオール（ポルトガル語版） : 1994
- コパ・ジーコ・ジ・フチボル・ジュヴェニウ : 1998
- コパ・トヨタ・ジ・フチボル・ジュヴェニウ : 2001, 2002

オリンピアコス
- ギリシャ・スーパーリーグ : 2002-03

クルゼイロ
- カンピオナート・ブラジレイロ・セリエA : 2003
- コパ・ド・ブラジル : 2003
- カンピオナート・ミネイロ : 2003, 2004, 2006

フェネルバフチェ
- スュペル・リグ : 2006-07
- TFFスュペル・クパ（トルコ語版） : 2007

サントス
- カンピオナート・パウリスタ : 2010, 2011, 2012
- コパ・ド・ブラジル : 2010
- コパ・リベルタドーレス : 2011

コリンチャンス
- カンピオナート・ブラジレイロ・セリエA : 2015